# Jacob Danquah
Jacob Danquah (* 6. Februar 2005 in Brandenburg an der Havel) ist ein deutscher Fußballspieler. Der Innenverteidiger steht bei den Stuttgarter Kickers unter Vertrag.

## Karriere
Jacob Danquah wurde in Brandenburg an der Havel geboren und begann bei Hertha 03 Zehlendorf mit dem Fußballspielen. 2019 wechselte er in die Jugend des VfB Stuttgart. Zwei Jahre später schloss er sich den Stuttgarter Kickers an, wo er in der A- und B-Junioren-Bundesliga zum Einsatz kam. 2023 folgte dann der Wechsel zu Hannover 96, wo er zunächst in der U19 spielte. In der Saison 2024/25 absolvierte er ein Spiel in der 3. Liga für die U23 des Vereins. Am 9. Juni 2025 verkündeten die Stuttgarter Kickers die Rückkehr Danquahs nach Stuttgart.